# Станционе, Массимо
Ма́ссимо Станционе (итал. Massimo Stanzione; 1585, Фраттамаджоре — 1656, Неаполь) — итальянский живописец эпохи барокко неаполитанской школы. Имел прозвание «Неаполитанский Гвидо Рени», он был одним из самых выдающихся художников неаполитанской школы семнадцатого столетия. Его работы сочетают в себе влияние эмилианской живописи Гвидо Рени и Доменикино с тенебризмом караваджистов.

## Жизнь и творчество
Художник, вероятно, родился во Фраттамаджоре близ Неаполя или в [Орта-ди-Ателла]. История его художественного образования почти неизвестна. Вероятно, он был учеником Фабрицио Сантафеде и Баттистело Караччоло, а затем обогатил свой стиль в Риме, куда переехал в 1617 году и оставался там до 1630 года. В Риме Станционе ориентировался на эклектическую живопись, вдохновленную Микеланджело Меризи да Караваджо, Гвидо Рени, Артемизией Джентилески, Аннибале Карраччи и Симоном Вуэ.
Большую часть жизни художник провёл в Неаполе. Находился под сильным влиянием работ Караваджо. На своих картинах Станционе умел искусно сочетать драматическую светотень и порой грубый реализм Караваджо с классической, лирической живописью мастеров болонской школы. С Артемизией Джентилески у него сложилось важное рабочее партнёрство, основанное на взаимном уважении. Эти творческие отношения, по-видимому, также сыграли важную роль в творческом росте Станционе. Некоторые документы показывают, что Станционе и Джентилески переехали в Неаполь в одном и том же 1630 году. Бернардо де Доминичи описывает отношения между ними как «неформальное ученичество». Массимо ежедневно посещал Артемизию, наблюдая за её работой. Особенно его интересовала цветовая палитра. В то же время её стиль художник перенимать не стал. Несколько картин были написаны ими совместно. Они также участвовали в создании некоторых работ, таких как «Рождество Иоанна Крестителя» для короля Филиппа IV во дворце Буэн-Ретиро.
Ещё одна известная работа Станционе — большое «Жертвоприношение Вакха», которое ныне находится в музее Прадо в Мадриде вместе с другими различными картинами, посвящёнными жизни святого Иоанна Крестителя. Станционе также писал светские портреты и фрески для многих неаполитанских церквей, в том числе цикл фресок для базилики Сан-Паоло-Маджоре в Неаполе. Живопись Станционе, «несмотря на очевидный академизм, отличается экспрессией, выразительной динамикой фигур, сочностью и напряжённостью цветовых отношений».
Массимо Станционе открыл путь, который утвердился в неаполитанской живописи XVII века, фактически став одним из главных неаполитанских художников того времени. Это было связано не только с алтарными образами, циклами фресок, но и деятельностью его мастерской, которая выпустила таких известных художников, как: Пачекко де Роза, Агостино Бельтрано, Франческо Гуарини, Андреа Малинконико, Антонио де Беллис, Онофрио Палумбо, Джузеппе Марулло, Джован Баттиста Спинелли, Аннелла ди Массимо, Джузеппе Пископо, Карло Роза, Сантильо Саннини, Паоло Доменико Финолья. В течение многих лет Станционе соревновался с валенсийским художником Хусепе де Рибера за «господство над местной художественной сценой».
Сила цвета и натурализм живописи Станционе оказали большое влияние на местных художников последующего периода: прежде всего на Франческо Солимену. В 1621 году папа Григорий XV присвоил Станционе титул рыцаря Золотой шпоры, что в Испании дало ему титул Великого рыцаря (Cavaliere Massimo).
В 1627 году он получил рыцарство Христа (cavalierato del Cristo) от папы Урбана VIII, звание, присвоенное ему за художественные заслуги. Его ученицей была Аннелла ди Массимо, также известная как Аньелла ди Бельтрано, или Аньелла де Роза, сестра Пачекко де Роза. Точно неизвестно, где скончался художник. Однако кажется очевидным, что, как и в случае с другими неаполитанскими художниками, умершими в том же году, причины следует искать в эпидемии чумы 1656 года.
В санкт-петербургском Эрмитаже имеется одна картина Массимо Станционе: «Клеопатра» и условно приписывается другая: «Встреча Иоакима и Анны» .

## Галерея

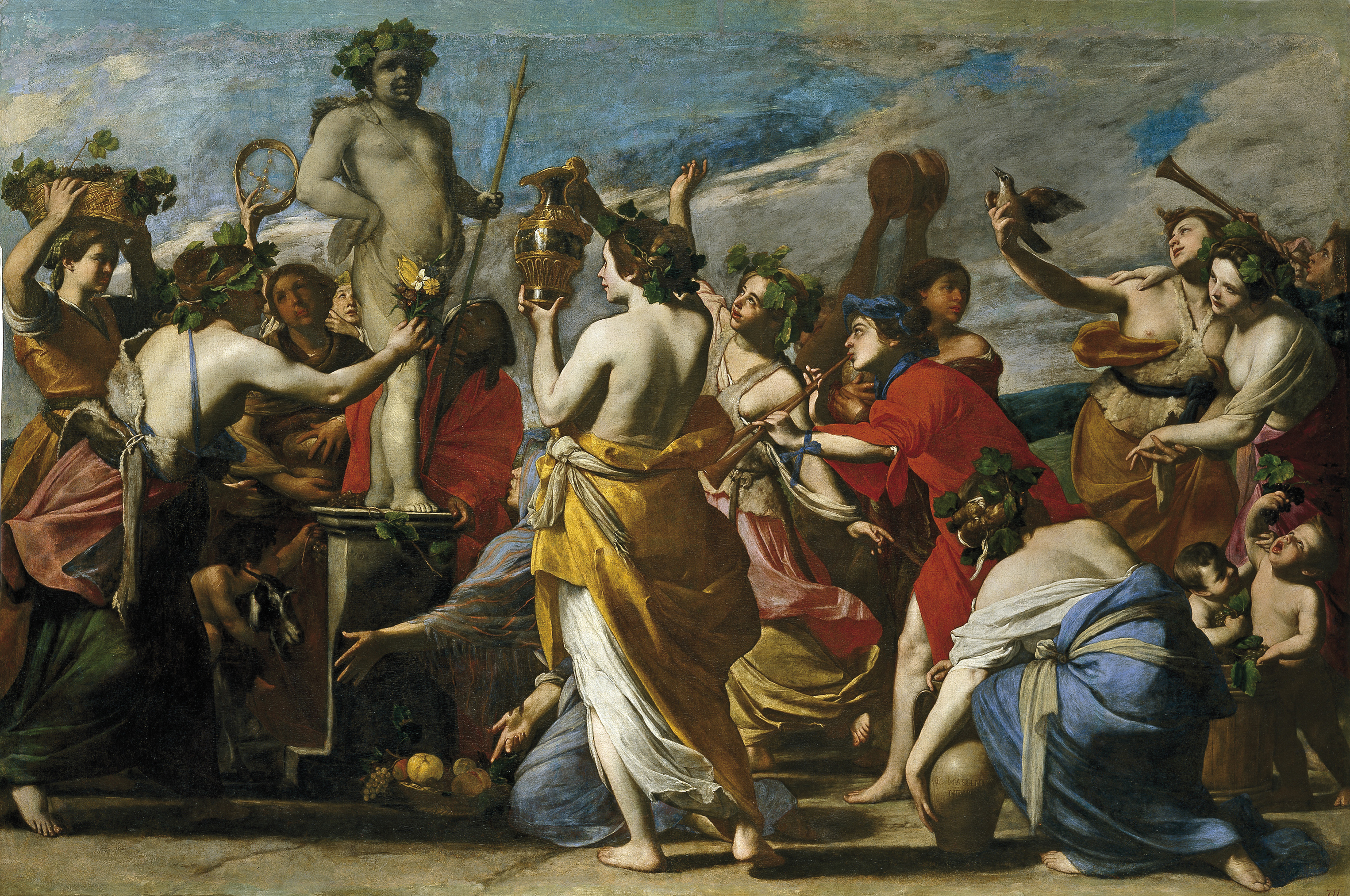
Жертвоприношение Вакху. Ок. 1634. Холст, масло. Прадо, Мадрид
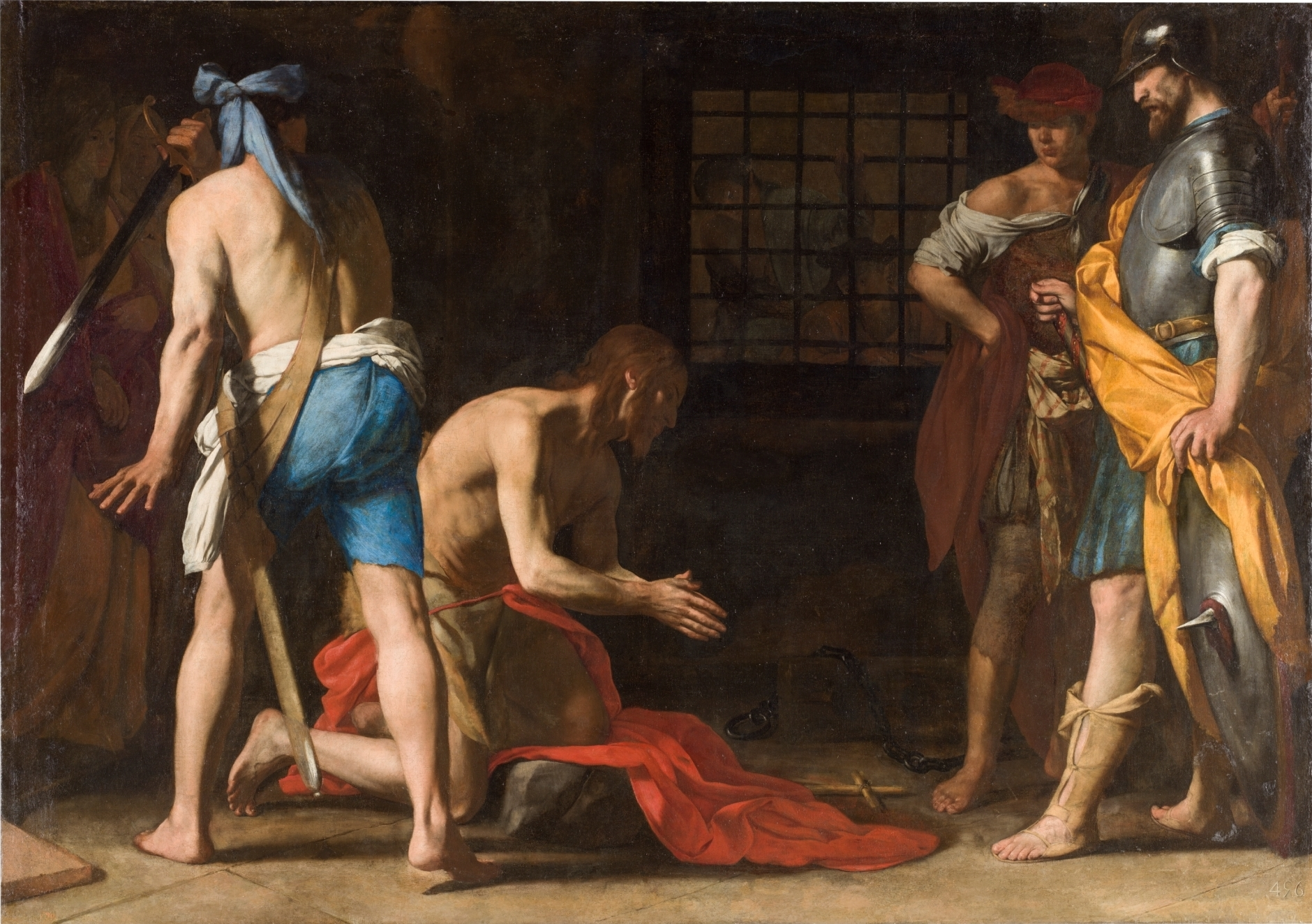
Обезглавливание Иоанна Крестителя. Ок. 1634. Холст, масло. Прадо, Мадрид
Дева Мария с Младенцем. Ок. 1645. Холст, масло. Музей Каподимонте, Неаполь
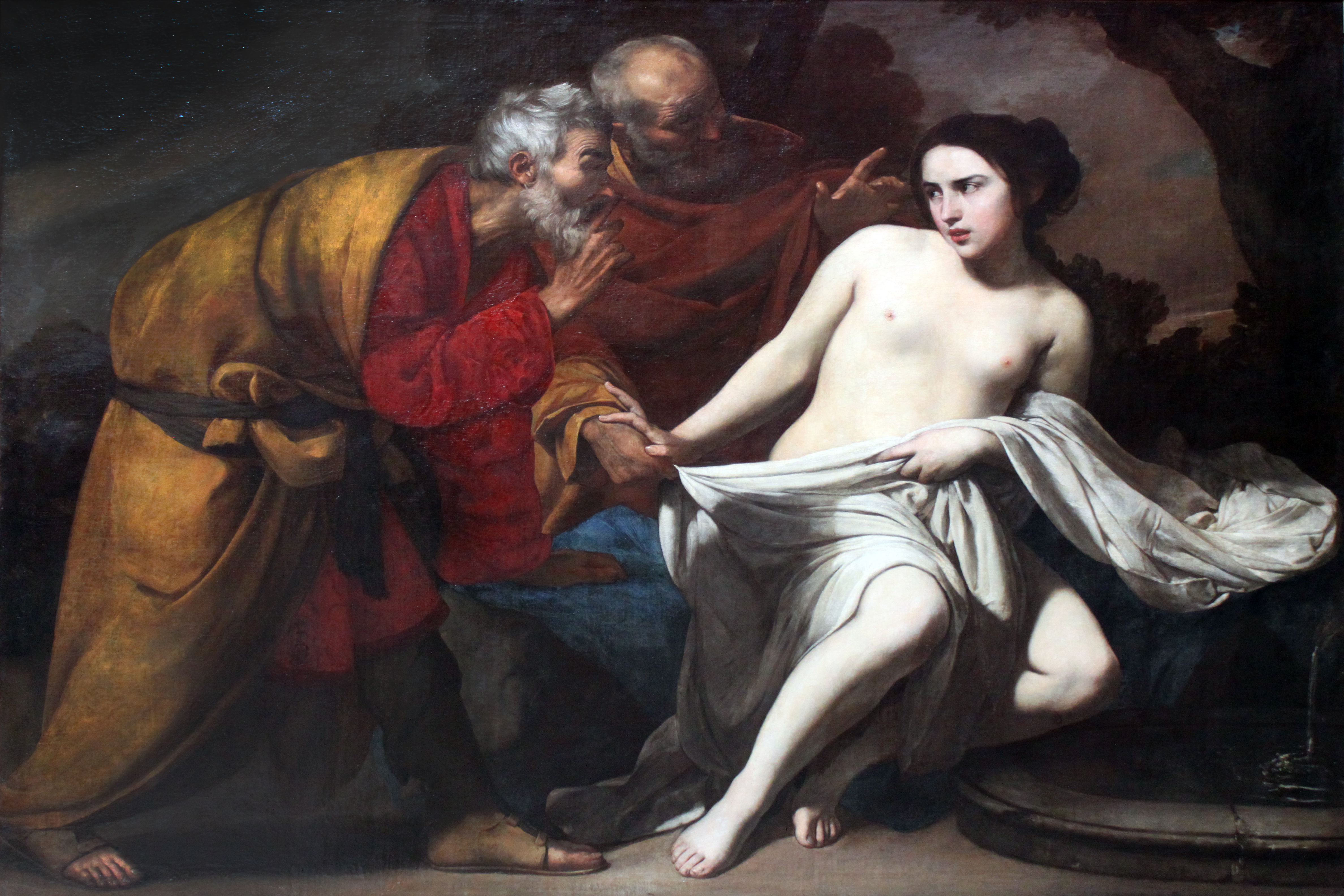
Сусанна и старцы. 1643. Холст, масло. Штеделевский художественный институт, Франкфурт-на-Майне
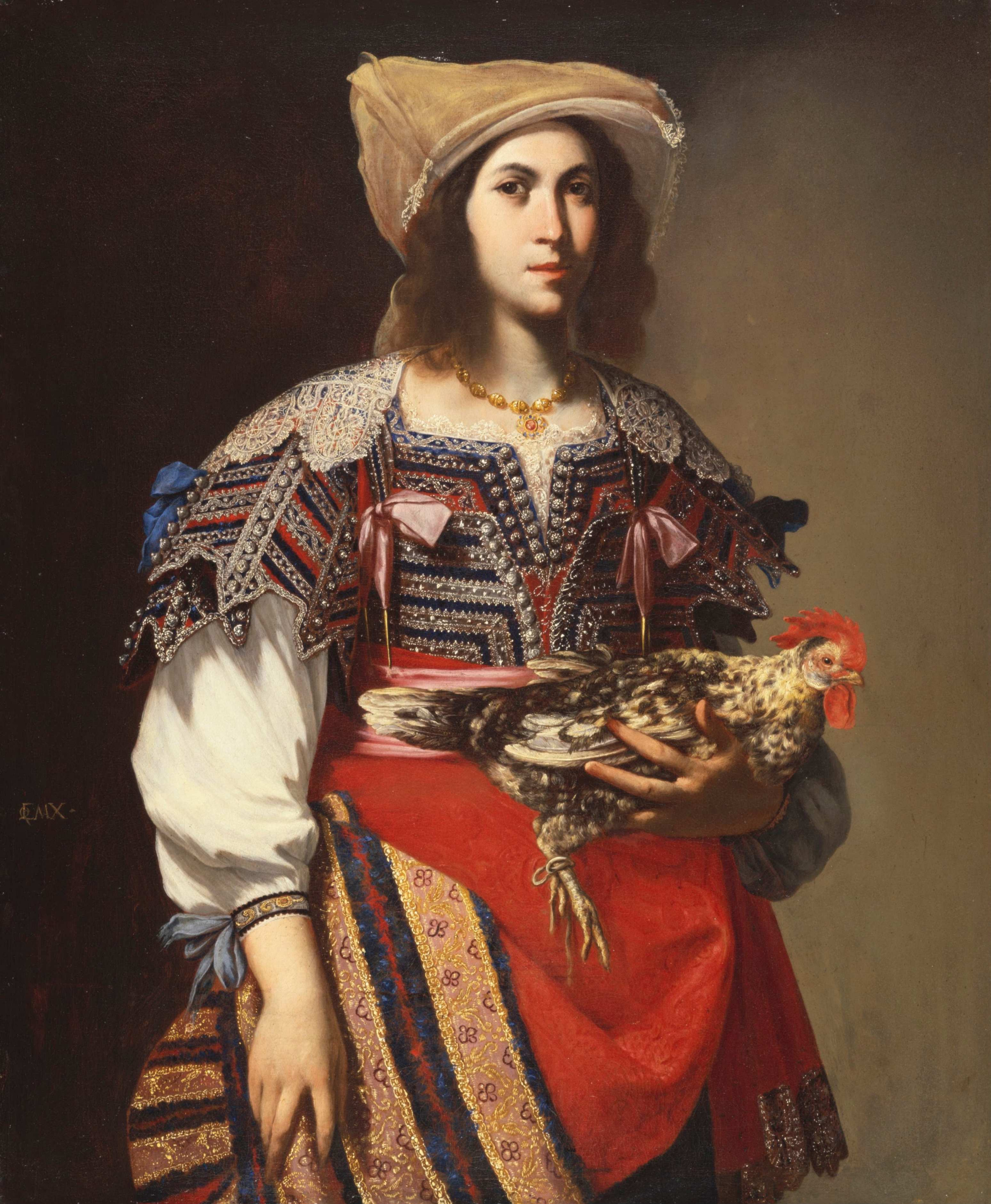
Женщина в неаполитанском костюме. 1635. Холст, масло. Музей изобразительных искусств, Сан-Франциско
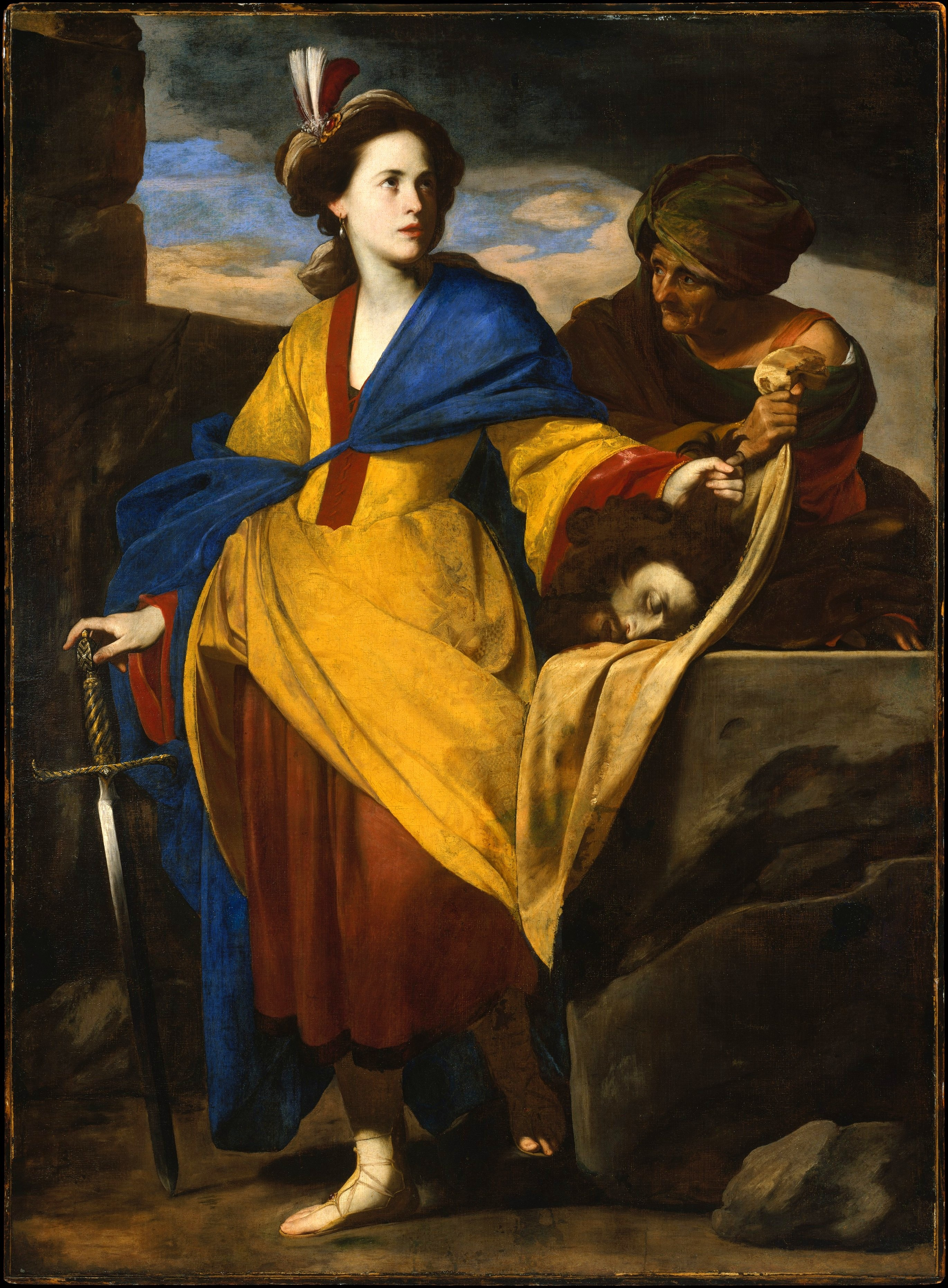
Юдифь с головой Олоферна. Между 1630 и 1635. Холст, масло. Метрополитен-музей
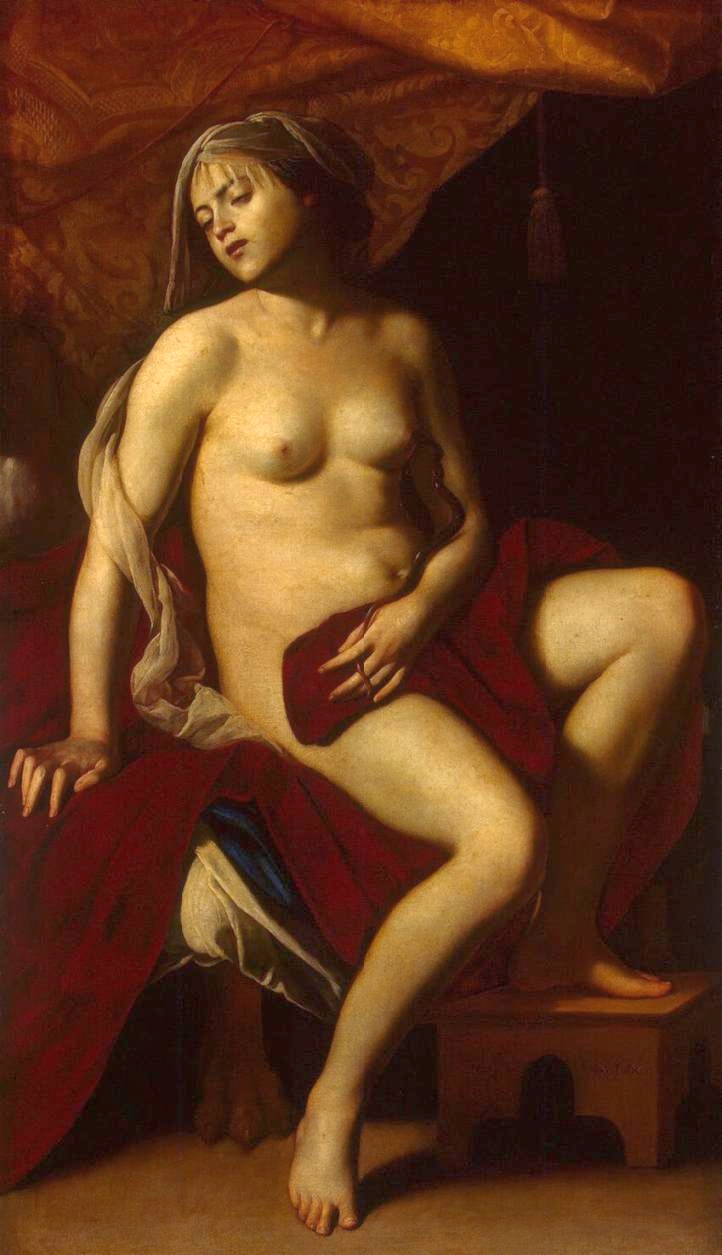
Клеопатра. Ок. 1630. Холст, масло. Государственный Эрмитаж, Санкт-Петербург
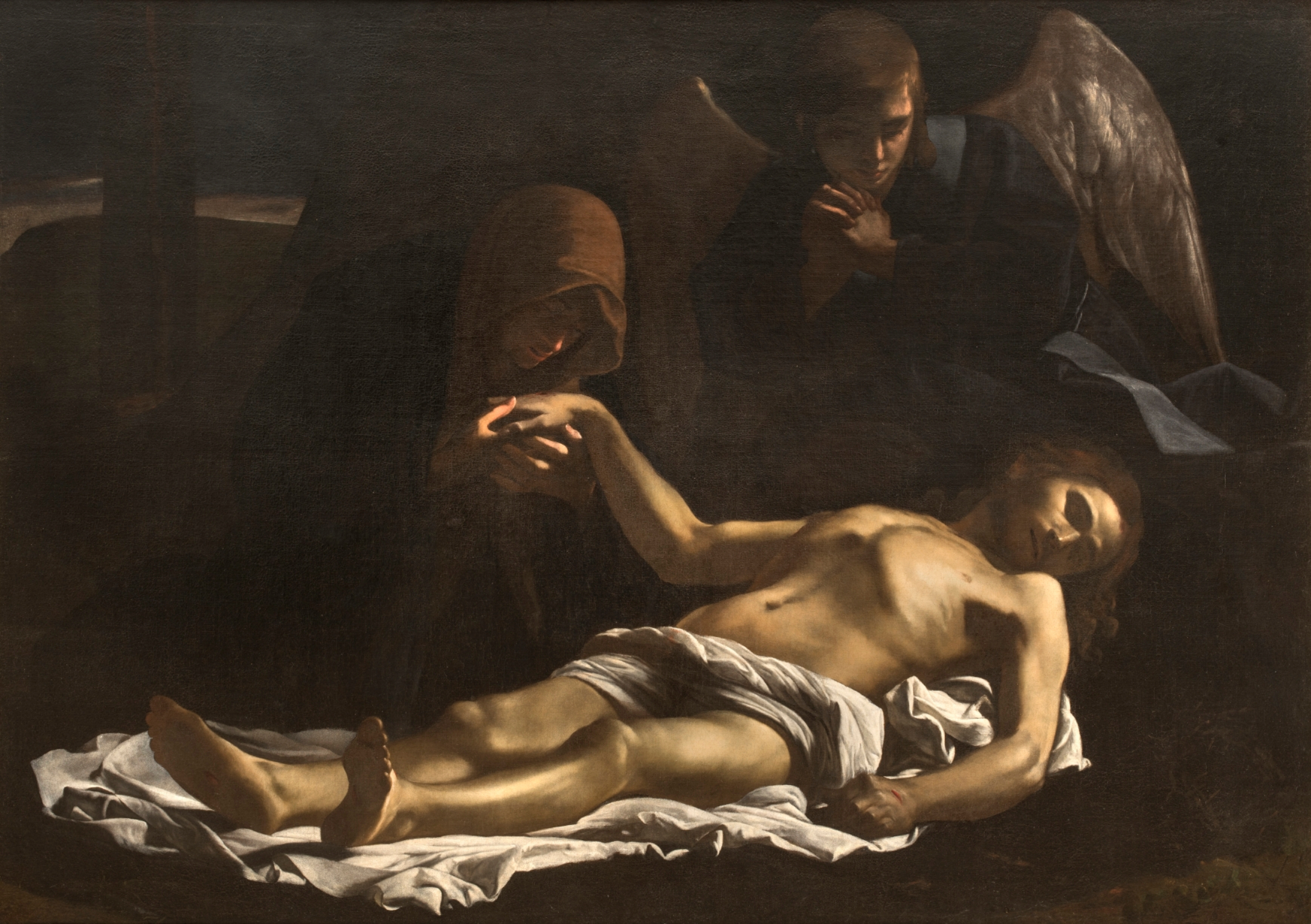
Пьета. Между 1621 и 1625. Холст, масло. Национальная галерея старинного искусства, Палаццо Барберини, Рим